# Arminia Bielefeld/Saison 1979/80
Dieser Artikel beschreibt den Verlauf der Saison 1979/80 von Arminia Bielefeld. Arminia Bielefeld trat in der Saison in der 2. Bundesliga Nord an und belegte am Saisonende den ersten Platz. Für den Verein war es nach 1970 und 1978 der dritte Aufstieg in die Bundesliga. Christian Sackewitz wurde mit 35 Treffern Torschützenkönig der Liga. Im DFB-Pokal 1979/80 scheiterte die Arminia in der dritten Runde. 

## Personalien

### Kader
| Friedel Schüller |
| Uli Stein        |

| Eduard Angele  |
| Ulrich Büscher |
| Peter Krobbach |
| Roland Peitsch |
| Detlef Schnier |

| Norbert Eilenfeldt     |
| Lorenz-Günther Köstner |
| Stefan Kühlhorn        |
| Heiko Meier            |
| Frank Pagelsdorf       |
| Wolfgang Pohl          |
| Christian Sackewitz    |
| Helmut Schröder        |
| Roland Weidle          |

| Harry Ellbracht    |
| Volker Graul       |
| Hans-Werner Moors  |
| Billy Ohlsson      |
| Gerd-Volker Schock |

Der Name des Mannschaftskapitäns ist nicht bekannt.

### Transfers zur Saison 1979/80
| Ulrich Büscher (VfL Osnabrück)     |
| Stefan Kühlhorn (eigene Jugend)    |
| Heiko Meier (eigene Jugend)        |
| Detlef Schnier (VfL Osnabrück)     |
| Gerd-Volker Schock (VfL Osnabrück) |

| Harry Ellbracht (TSV 1860 München)              |
| Billy Ohlsson (Hammarby IF, in der Winterpause) |
| Mileta Rnić (unbekannt)                         |
| Hans-Gerd Schildt (Casino Salzburg)             |

### Funktionäre und Trainer Saison 1979/80
| Funktion    | Name                                          |
| ----------- | --------------------------------------------- |
| Cheftrainer | Otto Rehhagel (bis 11. Oktober 1979)          |
| Cheftrainer | Hans-Dieter Tippenhauer (ab 16. Oktober 1979) |
| Co-Trainer  | Willi Nolting                                 |

## Saison
Alle Ergebnisse aus Sicht von Arminia Bielefeld. Grün unterlegte Ergebnisse kennzeichnen einen Sieg, rot unterlegte eine Niederlage und gelb unterlegte ein Unentschieden.

### Bundesliga
| ST | Datum              | Gegner                 | Ort      | Ergebnis | Tor(e) für Arminia                                                           |
| -- | ------------------ | ---------------------- | -------- | -------- | ---------------------------------------------------------------------------- |
| 1  | 28. Juli 1979      | DSC Wanne-Eickel       | Auswärts | 2:1      | Ellbracht, Schock                                                            |
| 2  | 13. Oktober 1979 1 | Rot-Weiss Essen        | Heim     | 3:0      | Köstner, Sackewitz; Eigentor durch Dietmar Klinger                           |
| 3  | 11. August 1979    | Alemannia Aachen       | Heim     | 2:0      | Eilenfeldt, Sackewitz                                                        |
| 4  | 17. August 1979    | VfL Osnabrück          | Auswärts | 0:0      |                                                                              |
| 5  | 22. August 1979    | Tennis Borussia Berlin | Heim     | 4:1      | Graul, Köstner, Sackewitz, Schock                                            |
| 6  | 2. September 1979  | Rot-Weiß Oberhausen    | Heim     | 0:1      |                                                                              |
| 7  | 9. September 1979  | Preußen Münster        | Heim     | 2:1      | Sackewitz, Schock                                                            |
| 8  | 15. September 1979 | Hannover 96            | Auswärts | 2:2      | Graul, Sackewitz                                                             |
| 9  | 22. September 1979 | Rot-Weiß Lüdenscheid   | Heim     | 5:0      | Schock (3), Peitsch, Sackewitz                                               |
| 10 | 7. Oktober 1979    | SC Viktoria Köln       | Auswärts | 1:1      | Sackewitz                                                                    |
| 11 | 20. Oktober 1979   | SC Fortuna Köln        | Heim     | 3:0      | Pohl, Sackewitz, Schock                                                      |
| 12 | 26. Oktober 1979   | Wattenscheid 09        | Auswärts | 4:2      | Eilenfeld, Sackewitz, Schock; Eigentor durch Michael Jakobs                  |
| 13 | 3. November 1979   | SC Herford             | Heim     | 5:1      | Eilenfeldt (2), Schock (2), Sackewitz                                        |
| 14 | 10. November 1979  | OSC Bremerhaven        | Auswärts | 4:1      | Sackewitz (2), Schröder (2)                                                  |
| 15 | 18. November 1979  | OSV Hannover           | Heim     | 7:1      | Eilenfeldt (2), Pagelsdorf, Sackewitz, Schnier, Schock, Schröder             |
| 16 | 24. November 1979  | Wuppertaler SV         | Auswärts | 3:0      | Eilenfeldt (2), Sackewitz                                                    |
| 17 | 1. Dezember 1979   | Holstein Kiel          | Heim     | 3:0      | Angele, Eilenfeldt, Peitsch                                                  |
| 18 | 8. Dezember 1979   | SV Arminia Hannover    | Auswärts | 2:0      | Pohl, Sackewitz                                                              |
| 19 | 15. Dezember 1979  | SG Union Solingen      | Heim     | 2:2      | Eilenfeldt, Schock                                                           |
| 20 | 19. Januar 1980    | DSC Wanne-Eickel       | Heim     | 6:0      | Pagelsdorf (2), Schock (2), Eilenfeldt, Sackewitz                            |
| 21 | 26. Januar 1980    | Rot-Weiss Essen        | Auswärts | 2:2      | Eilenfeldt (2)                                                               |
| 22 | 3. Februar 1980    | Alemannia Aachen       | Auswärts | 3:2      | Eilenfeldt (3)                                                               |
| 23 | 9. Februar 1980    | VfL Osnabrück          | Heim     | 2:0      | Peitsch, Sackewitz                                                           |
| 24 | 23. Februar 1980   | Tennis Borussia Berlin | Auswärts | 2:1      | Pagelsdorf, Sackewitz                                                        |
| 25 | 1. März 1980       | Rot-Weiß Oberhausen    | Heim     | 5:1      | Schock (2), Eilenfeldt, Peitsch, Schröder                                    |
| 26 | 8. März 1980       | Preußen Münster        | Auswärts | 3:0      | Sackewitz (2), Eilenfeldt                                                    |
| 27 | 15. März 1980      | Hannover 96            | Heim     | 2:0      | Büscher, Peitsch                                                             |
| 28 | 22. März 1980      | Rot-Weiß Lüdenscheid   | Auswärts | 2:0      | Sackewitz (2)                                                                |
| 29 | 29. März 1980      | SC Viktoria Köln       | Heim     | 3:1      | Sackewitz (2), Schock                                                        |
| 30 | 12. April 1980     | SC Fortuna Köln        | Auswärts | 2:1      | Eilenfeldt (2)                                                               |
| 31 | 19. April 1980     | Wattenscheid 09        | Heim     | 5:0      | Eilenfeldt (2), Schock (2), Weidle                                           |
| 32 | 26. April 1980     | SC Herford             | Auswärts | 1:0      | Eilenfeldt                                                                   |
| 33 | 3. Mai 1980        | OSC Bremerhaven        | Heim     | 4:0      | Eilenfeldt (2), Sackewitz, Schock                                            |
| 34 | 10. Mai 1980       | OSV Hannover           | Auswärts | 2:3      | Peitsch, Schock                                                              |
| 35 | 15. Mai 1980       | Wuppertaler SV         | Heim     | 5:1      | Sackewitz (3), Eilenfeldt (2)                                                |
| 36 | 18. Mai 1980       | Holstein Kiel          | Auswärts | 3:3      | Sackewitz (2), Schröder                                                      |
| 37 | 23. Mai 1980       | SV Arminia Hannover    | Heim     | 11:0     | Sackewitz (3), Büscher (2), Eilenfeldt (2), Pagelsdorf (2), Krobbach, Schock |
| 38 | 30. Mai 1980       | SG Union Solingen      | Auswärts | 3:1      | Eilenfeldt, Krobbach, Sackewitz                                              |

### DFB-Pokal
| Runde | Datum              | Gegner            | Ort      | Ergebnis  | Tor(e) für Arminia                                                   |
| ----- | ------------------ | ----------------- | -------- | --------- | -------------------------------------------------------------------- |
| 1     | 25. August 1979    | BFC Preussen      | Heim     | 1:0       | Schock                                                               |
| 2     | 30. September 1979 | TuS Xanten        | Auswärts | 8:1       | Eilenfeldt (4), Köstner, Krobbach, Schock; Eigentor durch Buchberger |
| 3     | 12. Januar 1980    | Borussia Dortmund | Auswärts | 1:3 n. V. | Eilenfeldt                                                           |

## Statistiken

### Spielerstatistiken
| Spieler                | 2. Bundesliga Nord | 2. Bundesliga Nord | 2. Bundesliga Nord | 2. Bundesliga Nord | DFB-Pokal | DFB-Pokal | DFB-Pokal   | DFB-Pokal  | Total    | Total | Total       | Total      |
| Spieler                | Einsätze           | Tore               | Gelbe Karte        | Rote Karte         | Einsätze  | Tore      | Gelbe Karte | Rote Karte | Einsätze | Tore  | Gelbe Karte | Rote Karte |
| ---------------------- | ------------------ | ------------------ | ------------------ | ------------------ | --------- | --------- | ----------- | ---------- | -------- | ----- | ----------- | ---------- |
| Eduard Angele          | 22                 | 1                  | 1                  | 0                  | 1         | 0         | 1           | 0          | 23       | 1     | 2           | 0          |
| Ulrich Büscher         | 27                 | 3                  | 3                  | 0                  | 1         | 0         | 0           | 0          | 28       | 3     | 3           | 0          |
| Norbert Eilenfeldt     | 38                 | 30                 | 0                  | 0                  | 3         | 5         | 0           | 0          | 41       | 35    | 0           | 0          |
| Harry Ellbracht        | 6                  | 1                  | 0                  | 0                  | 1         | 0         | 0           | 0          | 7        | 1     | 0           | 0          |
| Volker Graul           | 16                 | 2                  | 0                  | 0                  | 3         | 0         | 0           | 0          | 19       | 2     | 0           | 0          |
| Lorenz-Günther Köstner | 31                 | 2                  | 0                  | 0                  | 3         | 1         | 1           | 0          | 34       | 3     | 1           | 0          |
| Peter Krobbach         | 26                 | 2                  | 0                  | 0                  | 3         | 0         | 0           | 0          | 29       | 2     | 0           | 0          |
| Stefan Kühlhorn        | 1                  | 0                  | 1                  | 0                  | 0         | 0         | 0           | 0          | 1        | 0     | 1           | 0          |
| Heiko Meier            | 2                  | 0                  | 0                  | 0                  | 0         | 0         | 0           | 0          | 2        | 0     | 0           | 0          |
| Hans-Werner Moors      | 14                 | 0                  | 1                  | 0                  | 1         | 0         | 0           | 0          | 15       | 0     | 1           | 0          |
| Frank Pagelsdorf       | 36                 | 6                  | 1                  | 0                  | 2         | 0         | 0           | 0          | 38       | 6     | 1           | 0          |
| Roland Peitsch         | 38                 | 6                  | 2                  | 0                  | 2         | 0         | 0           | 0          | 40       | 6     | 2           | 0          |
| Wolfgang Pohl          | 36                 | 2                  | 2                  | 0                  | 3         | 0         | 1           | 0          | 39       | 2     | 3           | 0          |
| Christian Sackewitz    | 36                 | 35                 | 4                  | 0                  | 3         | 0         | 0           | 0          | 39       | 35    | 4           | 0          |
| Detlef Schnier         | 13                 | 1                  | 0                  | 0                  | 0         | 0         | 0           | 0          | 13       | 1     | 0           | 0          |
| Gerd-Volker Schock     | 37                 | 21                 | 1                  | 0                  | 3         | 2         | 0           | 0          | 40       | 23    | 1           | 0          |
| Helmut Schröder        | 34                 | 5                  | 3                  | 0                  | 3         | 0         | 0           | 0          | 37       | 5     | 3           | 0          |
| Friedel Schüller       | 12                 | 0                  | 0                  | 0                  | 2         | 0         | 0           | 0          | 14       | 0     | 0           | 0          |
| Uli Stein              | 26                 | 0                  | 0                  | 0                  | 1         | 0         | 0           | 0          | 27       | 0     | 0           | 0          |
| Roland Weidle          | 21                 | 1                  | 2                  | 0                  | 2         | 0         | 0           | 0          | 23       | 1     | 2           | 0          |

### Zuschauer
Arminia Bielefeld begrüßte zu seinen 19 Heimspielen insgesamt 229.900 Zuschauer, was einem Schnitt von 12.100 entspricht. Den Zuschauerrekord gab mit 32.300 gegen Hannover 96, während nur 500 Zuschauer das Spiel gegen den SV Arminia Hannover sehen wollten.

## Varia
Die Mannschaft von Arminia Bielefeld stellte in dieser Saison mehrere Zweitligarekorde auf. Der 11:0-Sieg über den SV Arminia Hannover am 23. Mai 1980 ist der höchste Sieg in der Geschichte der 2. Bundesliga. Auch die Serie von 28 Spielen in Folge ohne Niederlage ist ein Ligarekord, den sich die Arminia allerdings mit dem FC St. Pauli teilt. Anzumerken ist hier jedoch, dass die Bielefelder diese Serie in einer Saison aufstellten, während die Serie des FC St. Pauli durch die Bundesligasaison 1977/78 unterbrochen wurde. Mit 18 Heimsiegen in einer Saison stellte die Arminia den in der Vorsaison vom FC 08 Homburg aufgestellten Ligarekord ein. Ein Jahr später sollten Hertha BSC und Werder Bremen diesen Rekord ebenfalls einstellen. Ein weiterer Rekord stellt die Tordifferenz von +89 dar. Norbert Eilenfeldt erzielte in dieser Saison 30 Tore und belegte Platz drei der Torjägerliste. Bis heute was es das einige Mal, wo zwei Spieler vom gleichen Verein 30 oder mehr Tore in einer Zweitligasaison erzielte.